# Pryamougol’naya Bay
Die Pryamougol’naya Bay (russisch Бухта Прямоугольная Buchta Prjamougolnaja, deutsch ‚Rechteckbucht‘) ist eine Bucht im Schelfeisgürtel vor der Prinzessin-Astrid-Küste des ostantarktischen Königin-Maud-Lands. Sie liegt auf der Südostseite der Neupokoyev Bight.
Norwegische Kartographen kartierten sie anhand von Luftaufnahmen, die zwischen 1958 und 1959 bei der Dritten Norwegischen Antarktisexpedition (1956–1960) entstanden. Sowjetische Wissenschaftler kartierten sie 1961 erneut und gaben ihr ihren an ihre Form angelehnten Namen. Das Advisory Committee on Antarctic Names übertrug die russische Benennung 1970 in einer Teilübersetzung ins Englische.